# Cystostemon ethiopicus
Cystostemon ethiopicus là loài thực vật có hoa trong họ Mồ hôi. Loài này được A.G.Mill. & Riedl mô tả khoa học đầu tiên năm 1982.